# Frank Marrenbach
Frank Marrenbach (* 1966) ist ein deutscher Manager und Geschäftsführender Gesellschafter der Althoff Hotels.

## Werdegang
Marrenbach studierte nach dem internationalen Abitur berufsbegleitend und schloss im Oktober 2003 als Master of Business Administration an der State University of New York ab.
Im November 2003 ernannte ihn der Gault-Millau zum „Hotelier des Jahres“. Er leitete von 2008 bis 2020 die Oetker Collection und war darüber hinaus für rund 20 Jahre Hoteldirektor des Brenners Park-Hotel & Spa in Baden-Baden. Seit Mai 2020 ist Frank Marrenbach CEO der Althoff Hotels. Marrenbach war auf Messen sowie Diskussionsrunden um das Thema Hotellerie und Hospitality anzutreffen. Er ist Mitglied der DEHOGA sowie 2005 in das des Executive Committee der Leading Hotels of the World berufen worden.
In einer 4-teiligen SWR-Dokumentation wurde 2013 über Marrenbachs Aktivitäten sowie den Besuch des ehemaligen US-Präsidenten Bill Clinton in Brenners Park-Hotel berichtet.
Marrenbach ist verheiratet und hat zwei Kinder.